# عشق‌بازی

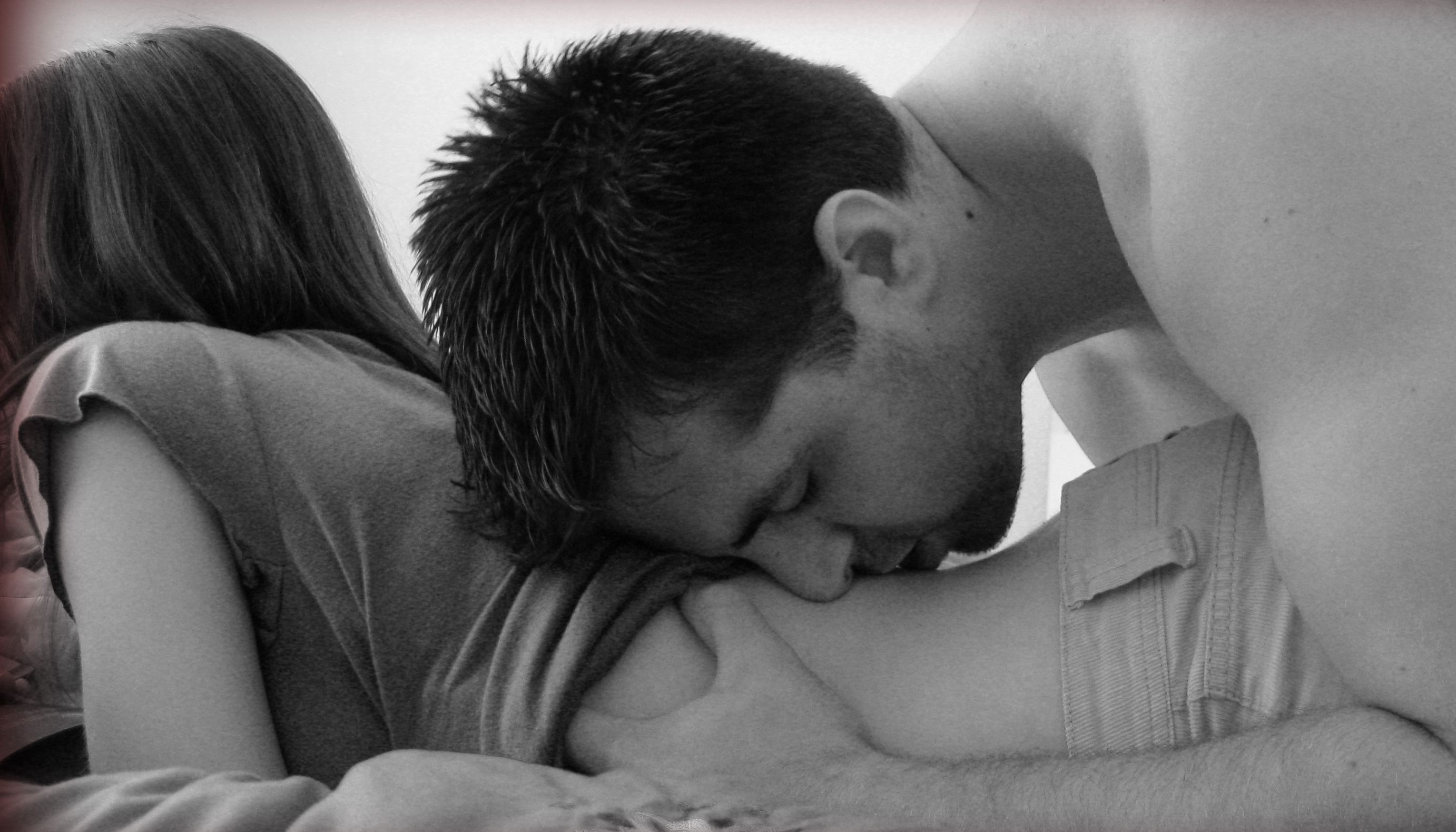
یک پسر با بوسیدن کمر شریک جنسی خود عشق‌بازی می‌کند.

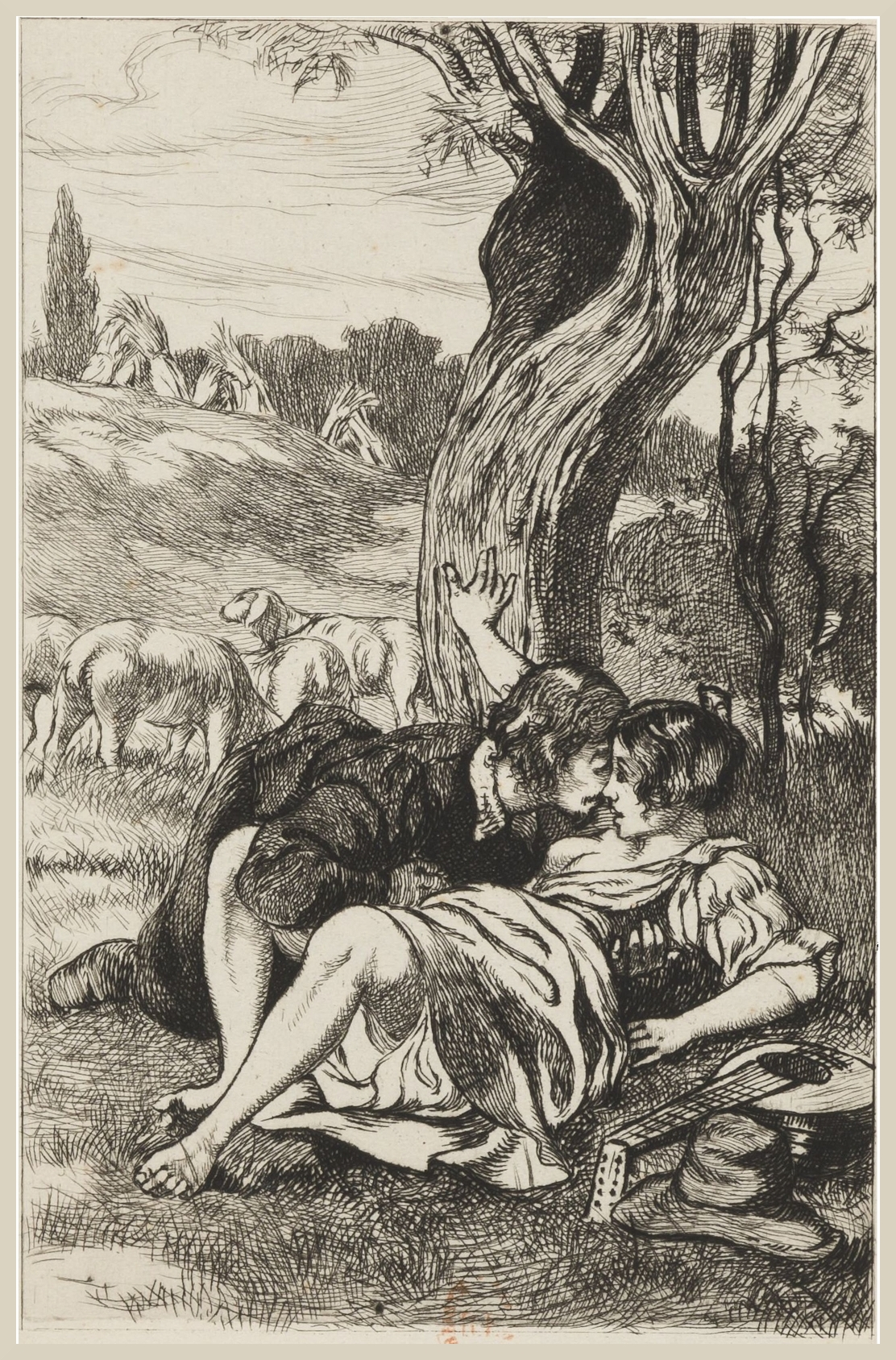
تابلویی از قرن نوزدهم میلادی اثر مارتین وان میل

عشق‌بازی یا عشق شهوانی یا معاشقه (به انگلیسی: Foreplay) به مجموعه‌ای از حرکات و رفتارهای روانی یا جسمی میان دو یا چند فرد گفته می‌شود که منجر به (انگیزش جنسی) آنان گشته، و بیشتر مقدمه‌ای برای آمیزش جنسی تلقی می‌شود.
نوعی از عشق‌بازی که هدف از آن، تنها تحریک و هیجان جنسی، به منظور انجام آمیزش جنسی باشد، پیش‌نوازش نام دارد. عشق‌بازی می‌تواند بوسیدن، نوازش، در آغوش گرفتن و حتی تعریف و تمجید و کنایه‌های کلامی و همچنین آمیزش جنسی و هم‌بستری را شامل شود.
مقبولیت عشق‌بازی بستگی به هنجارهای فرهنگی و مذهبی و سن طرفین دارد.

## زیست‌شناسی تکاملی
معاشقه به عنوان رفتاری که مقدمات جفت‌گیری را فراهم می‌آورد، در همه جانداران دیده می‌شود اما در بین بندپایان و مهره‌داران بیش‌تر به چشم می‌خورد. کارکرد اصلی معاشقه، این است که واکنش‌های نر و ماده را هم‌زمان کند تا جفت‌گیری بتواند انجام بپذیرد. کارکرد دیگر عشق‌بازی، جلوگیری از بروز انگیزش‌های دیگری است که با انگیزش جنسی متضاد باشند. برای مثال در بعضی بندپایان به ویژه عنکبوت‌ها جانور ماده ممکن است با جانور نر به عنوان غذا برخورد کند! در اینجا معاشقهٔ نر علامتی برای احراز هویت جنسی است، تا ماده بی‌حرکت شده و جفت‌گیری میسر شود. در مهره‌داران نیز به دلیل وجود سیستم قلمرو، ممکن است هنگام رودررویی با جنس مخالف علاوه بر عناصر جنسی، واکنش‌های ستیز و گریز نیز برانگیخته شود. همین باعث شده تا فرایند ستیز و گریز حتی در عشق‌بازی بسیاری از جانوران تلفیق شود. برای مثال در سهره جنگلی گاهی جفت‌گیری متوقف شده و ماده به سمت نر حمله کرده و نر نیز می‌گریزد. یا در خلال رقص زیگزاگ ماهی آبنوس نر به دور ماده گهگاه حملهٔ واقعی را می‌توان دید. همچنین تغذیه ماده توسط نر که یکی از رفتارهای معمول معاشقه در برخی پرندگان است، از پزهای تسلیم‌طلبی اقتباس شده و شباهت زیادی به رفتار غذاطلبی جوجه‌ها دارد.

## تحقیقات
با وجود باور رایج مبنی بر اینکه عشق‌بازی طولانی مطلوب زنان است و آنان نیاز به زمان بیشتری برای تحریک جنسی دارند تا بتوانند به ارگاسم کامل برسند، برخی تحقیقات علمی نشان داده‌اند که تفاوت چشمگیری در زمان لازم برای برانگیختگی جنسی کامل بین زن و مرد وجود ندارد.
محققان مرکز سلامت دانشگاه مک‌گیل در مونترآل، کانادا با استفاده از روش تصویربرداری متناوب برای ثبت تغییر درجه حرارت محدوده آلت تناسلی، زمان مورد نیاز برای انگیزش جنسی را تعیین کرده‌اند. نتیجه این تحقیق نشان می‌دهد که مدت زمان لازم برای رسیدن به اوج انگیختگی جنسی در هر دو جنس تقریباً برابر و میانگین آن حدود ده دقیقه است.

## پیشینه
بسیاری از هنرمندان از دیرباز تاکنون موضوع عشق‌بازی را دستمایهٔ آثار خود قرار داده‌اند. کتاب هندی ِ کاما سوترا که به اصول آمیزش جنسی می‌پردازد یکی از قدیمی‌ترین کتاب‌هایی است که دربارهٔ عشق‌بازی نوشته شده است و مطالب بسیار جالبی دربارهٔ آمیزش جنسی گفته است.